# Phare de Punta Lava
Le phare de Punta Lava est un phare situé dans la commune de Tazacorte, à l'ouest de l'île de La Palma, dans les Îles Canaries (Espagne).
C'est l'un des quatre phares principaux de La Palma, chacun marquant le point cardinal de l'île. Le phare de Arenas Blancas et le Phare de Punta Lava sont situés sur les côtés oriental et occidental de l'île. Le phare de Punta Cumplida est situé sur le point nord et le phare de Fuencaliente sur le point sud.
Il est géré par l'autorité portuaire de la Province de Santa Cruz de Tenerife (Autoridad Portuaria de Santa Cruz de Tenerife).

## Histoire
La zone où il a été construit en 1993 a pris naissance après l'éruption du cratère San Juan en 1949. Une coulée de lave de la cumbre Vieja s'est déversée sur le flanc ouest du d'environ 1300 mètres au- dessus du niveau de la mer jusqu'à l'océan Atlantique et il a formé une plate-forme de lave environ 6 x 3,5 km de large dans la mer.
La tour de béton octogonale blanche d'une hauteur de 48 mètres a été mis en service dans l'année 1993. Elle estérigée sur cette plate-forme de lave juste au-dessus l'océan Atlantique. Le phare émet trois flashs de lumière blanche toutes les 20 secondes qui peuvent être vus jusqu'à 20 milles nautiques.
Identifiant : ARLHS : CAI-042 ; ES-13032 - Amirauté : D2851 - NGA : 23801 .
|                          |
| Puntaz Lava et son phare |

|             |
| La lanterne |

|          |
| La porte |

### Lien connexe
- Liste des phares des îles Canaries